# الشروباك
شروباك
مدينة من مدن الحضارة السومرية / الاكدية، وتعرف أطلالها حالياً باسم فارة بالقرب من وركاء الحالية.[ما هي؟]

وهي موطن بطل الطوفان البابلي وقد يكون اسم المدينة أحياناً اسم الملك أيضاً مثل آشور، فهي اسم مدينة واسم الملك، اشور ناصر بال، والأرمن على سبيل المثال يطلقون على أنفسم اسم هاي، وبلادهم هاي ستان. [هل المصدر موثوق به؟]
استناداً إلى أساطير قديمة تذهب إلى أن الملك هايك هو المؤسس الأول لمدينة هايكاشي في الألف الثالث قبل الميلاد، وكذلك الكورد الفيلية الذين ينتسبون إلى الملك الكوردي بيلي Pily) Peli) الذي تحول فيما بعد إلى فيلي بسبب عدم وجود الباء المثلثة في العربية، وكذلك العرب، إذ يعود البعض بالاسم إلى الجد الأعلى يعرب.[هل المصدر موثوق به؟]